# Courtney Act
Courtney Act – australijska drag queen, w którą wciela się Shane Jenek (ur. 18 lutego 1982 w Brisbane), piosenkarz i osobowość medialna. Jego pseudonim artystyczny jest grą słów Caught in the act (pol. złapany/złapana na gorącym uczynku).

## Życiorys
W 2003 Jenek brał udział w przesłuchaniach do australijskiej edycji programu Idol, ale odpadł w pierwszej fazie konkursu. Następnego dnia uczestniczył w castingach do Idola jako drag queen Courtney Act i przeszedł do kolejnego etapu, a w końcu do półfinałów konkursu. Po udziale w konkursie jako Courtney Act podpisał kontrakt z wytwórnią płytową BMG, a w 2004 wydał singiel „Rub Me Wrong”, z którym dotarł na 29. miejsce australijskiej listy przebojów.
W 2014 Courntey Act zajęła drugie miejsce w szóstej edycji programu rozrywkowego Logo RuPaul’s Drag Race, w 2018 prowadziła randkowy talk-show The Bi Life dla kanału E!, a w 2019 z utworem „Fight for Love” zajęła czwarte miejsce w programie Eurovision – Australia Decides 2019, będący australijskimi eliminacjami do 64. Konkursu Piosenki Eurowizji rozgrywanego w Tel Awiwie, i została finalistką 16. edycji programu rozrywkowego Network 10 Dancing with the Stars. W 2025 wraz z Tonym Armstrongiem będzie komentować dla australijskiej widowni 69. Konkurs Piosenki Eurowizji.
Jest weganinem, opisuje się jako osoba panseksualna, niebinarna i poliamoryczna. Od 2018 mieszka w Londynie, wcześniej żył w Sydney i Los Angeles.